# Барбізонська школа
Барбізо́нська шко́ла (фр. École de Barbizon) — умовна назва групи французьких художників-пейзажистів (Т. Руссо 18121867), Ж. Дюпре (1811–1889), Н. Діаз (1807–1876), Ш. Дюбіньї (1817–1878), К. Тройон (1810–1865)), що працювали в селі Барбізон у лісі Фонтенбло в 1830–1860 роках.

## Виникнення

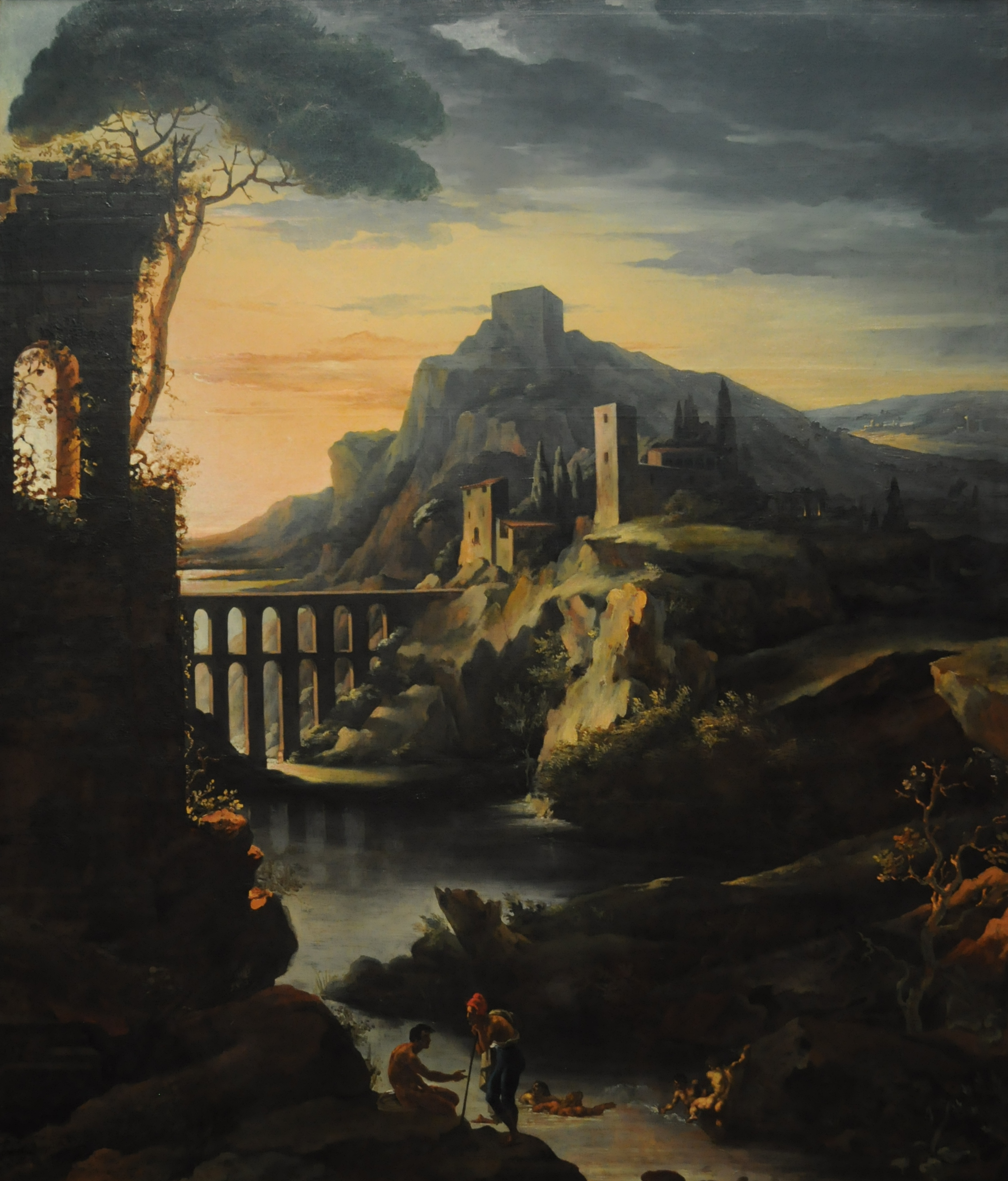
Жеріко, «Пейзаж з акведуком», 1818, Метрополітен-музей

Мистецтво Франції початку XIX ст. переживало важкий період боротьби між традиційним академізмом, що всіляко підтримував застарілі форми класицизму (і його новітньої форми — ампіру) з романтизмом. Мистецтво Франції пройшло значний історичний шлях розвитку, в ньому пройшло розгалуження на відповідні жанри як показник зрілості національного мистецтва. Своє місце серед них посів і пейзажний жанр. Вже в XVII столітті митці — французи Ніколя Пуссен та Клод Лоррен розвинули і підняли престиж так званого героїчного пейзажу. Традиція створення героїчних пейзажів була такою могутньою, що зразки їх робив навіть відомий представник романтизму — Теодор Жеріко.

## Попередники Барбізонської школи
Але на початку XIX ст. пейзаж став приваблювати багатьох художників як об'єкт реалістичного відтворення. Свій вплив на твори французьких пейзажистів мали і поодинокі зразки картин Джона Констебла, що тоді зберігались в Парижі. Серед майстрів пейзажу цього періоду як французькі, так і іноземні майстри, серед них:
- англієць Бонінгтон Річард Паркс, що працював у Франції
- Ежен Делакруа
- Гюстав Курбе
- Каміль Коро

Якщо Делакруа і Гюстав Курбе звертались до створення пейзажів нечасто, то в творчості Каміля Коро — пейзаж посів провідне місце.

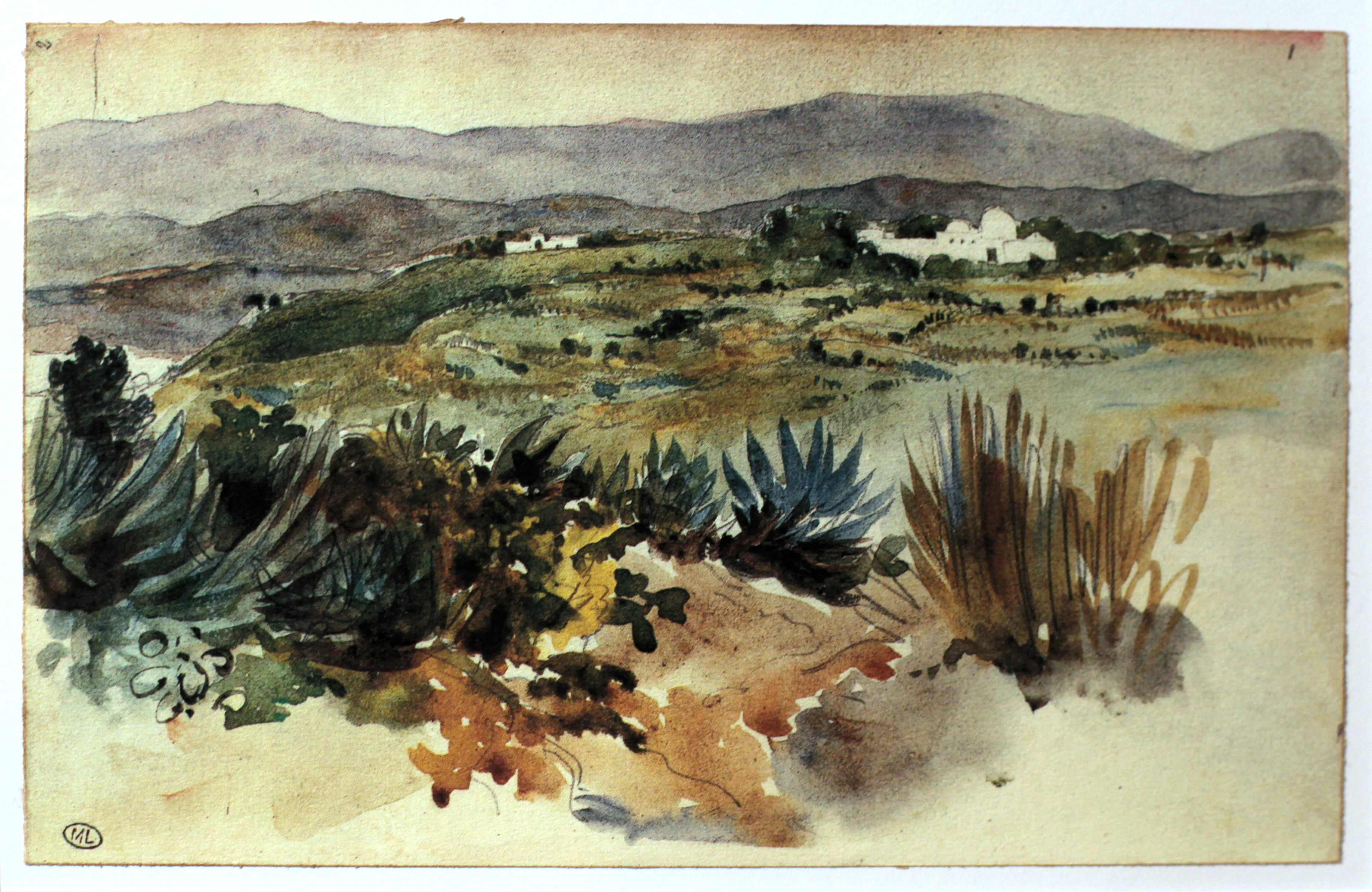
Ежен Делакруа, «Марокканський пейзаж»
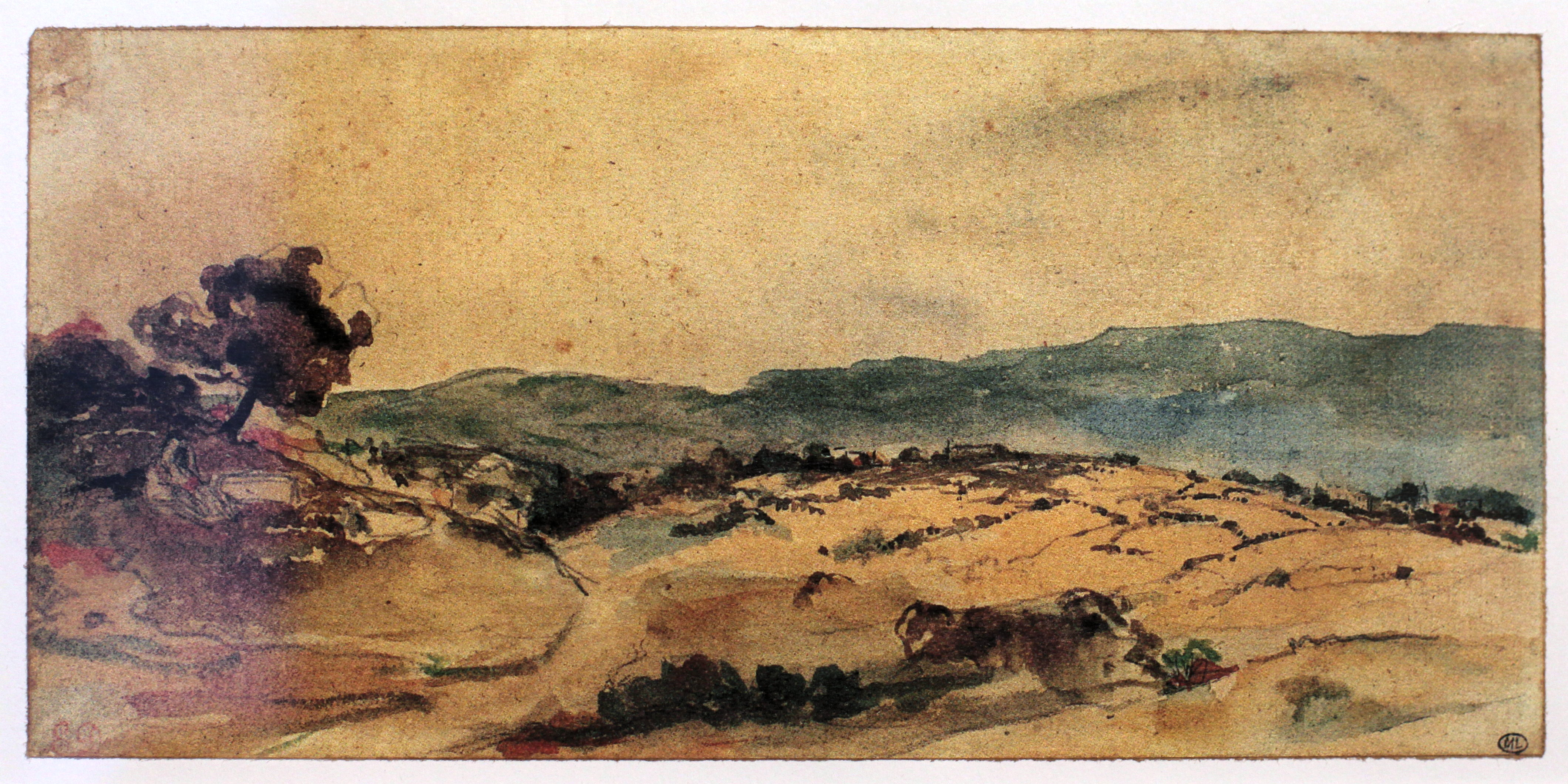
Делакруа, «В Марокко»
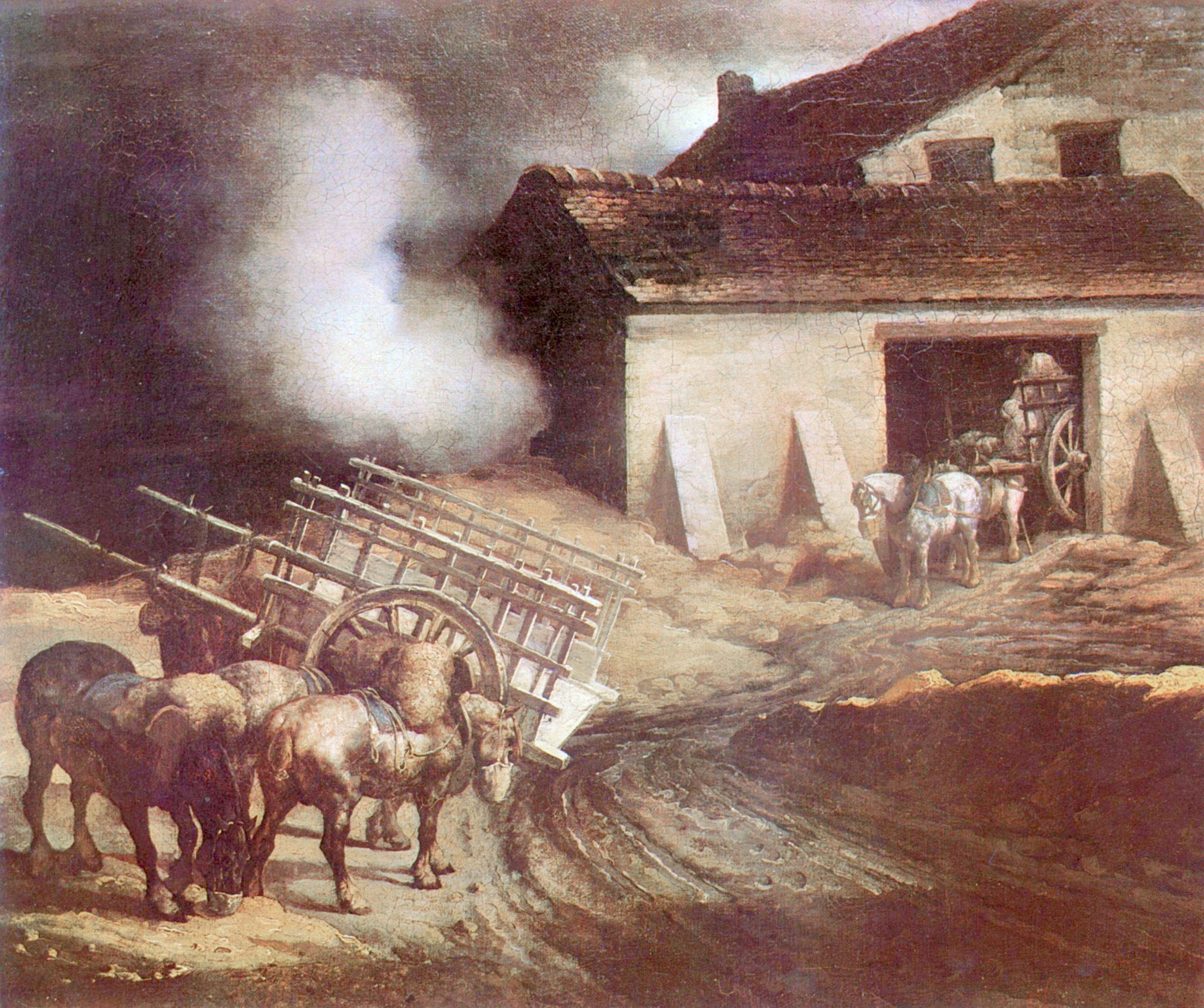
Теодор Жеріко, «Піч для випалення вапна (картина)», Лувр
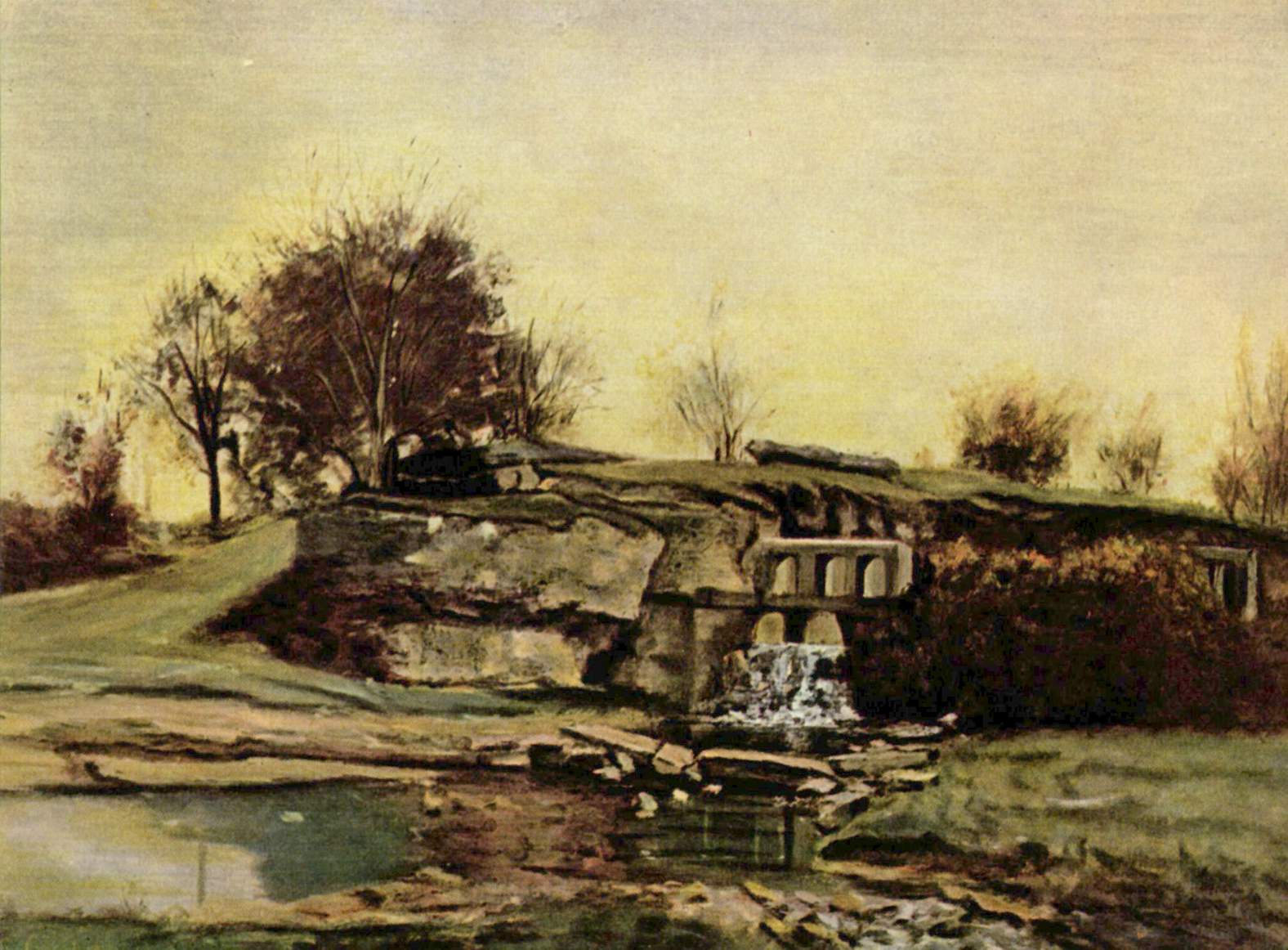
Гюстав Курбе, «Шлюз Оптево»
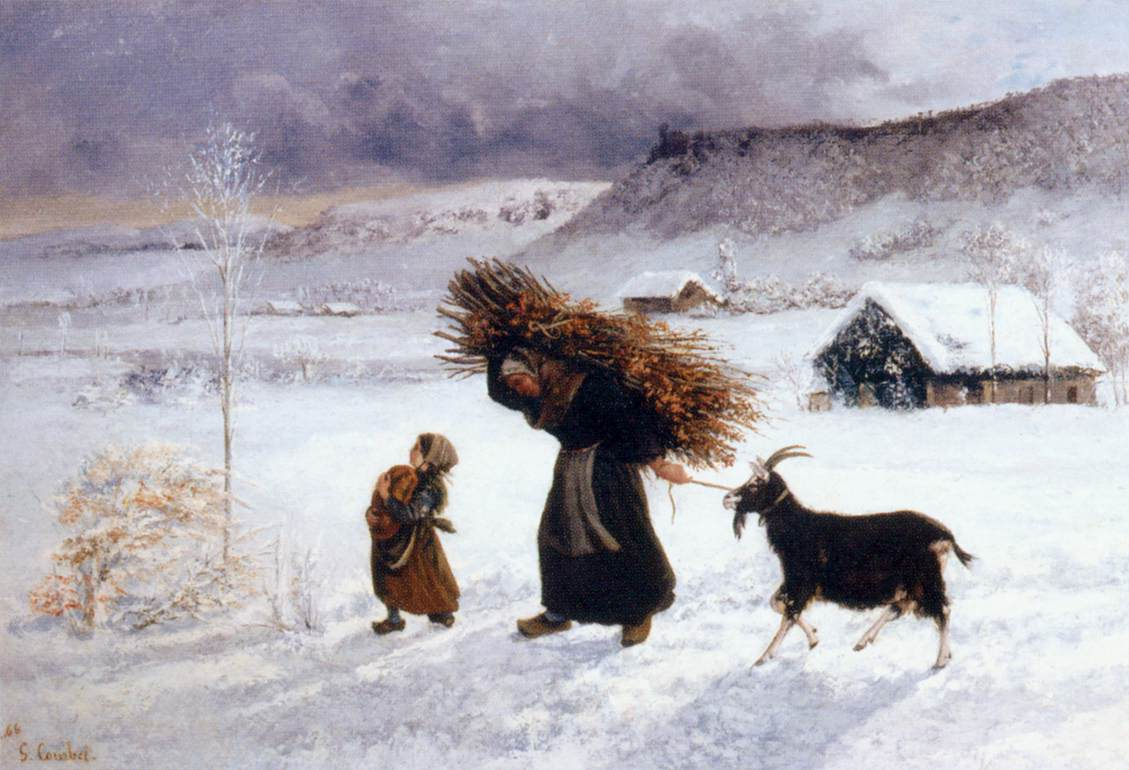
Гюстав Курбе, Зимовий пейзаж з бідною селянкою
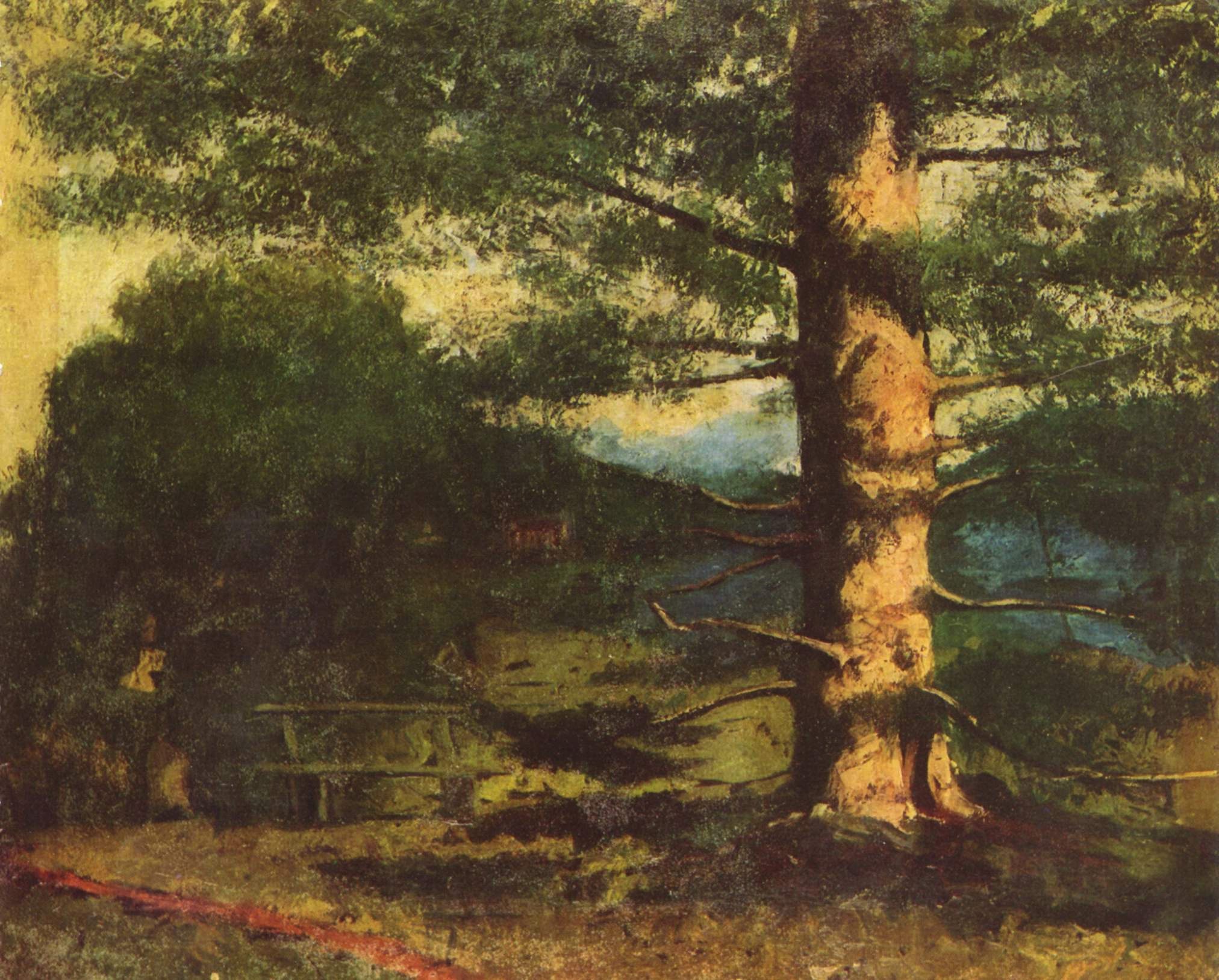
Гюстав Курбе, «Пейзаж з сосною», Будапешт
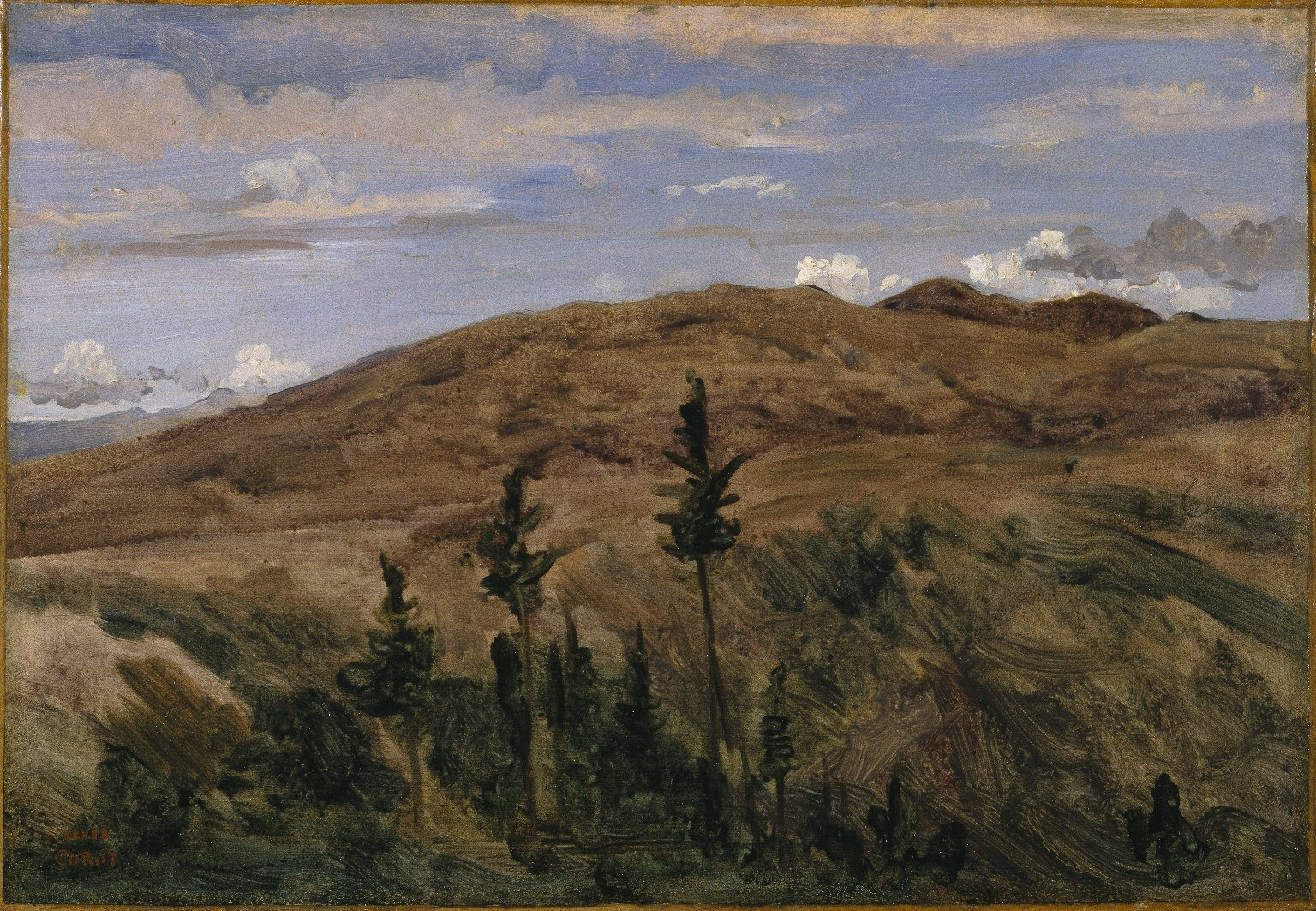
Каміль Коро, «Овернь, гора», Музей Бруклін
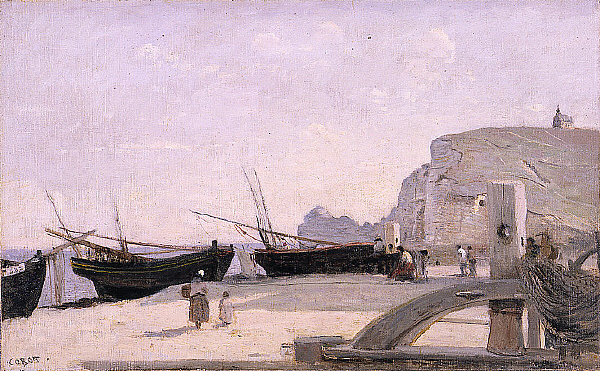
Каміль Коро, «Узбережжя в Етрета», Сент Луїс, Міссурі, США

## Головні представники
Появу творів митців Барбізонської школи умовно пов'язують з виставкою в Салоні 1831 року, через рік після французької революції 1830 р. Серед представлених були твори засновника школи — Теодора Руссо, Жюль Дюпре та Діаза де ла Пенья. Вони звернулися до безпосереднього зображення природи, світла і повітря, зіграли важливу роль у розвитку реалістичного французького пейзажу. Насамперед це:
- Теодор Руссо
- Жуль Дюпре
- Франсуа Мілле
- Шарль Франсуа Добіньї
- Констан Тройон
- Анрі Арпіньї
- Нарсіс Діаз де ла Пенья та інші.

## Галерея

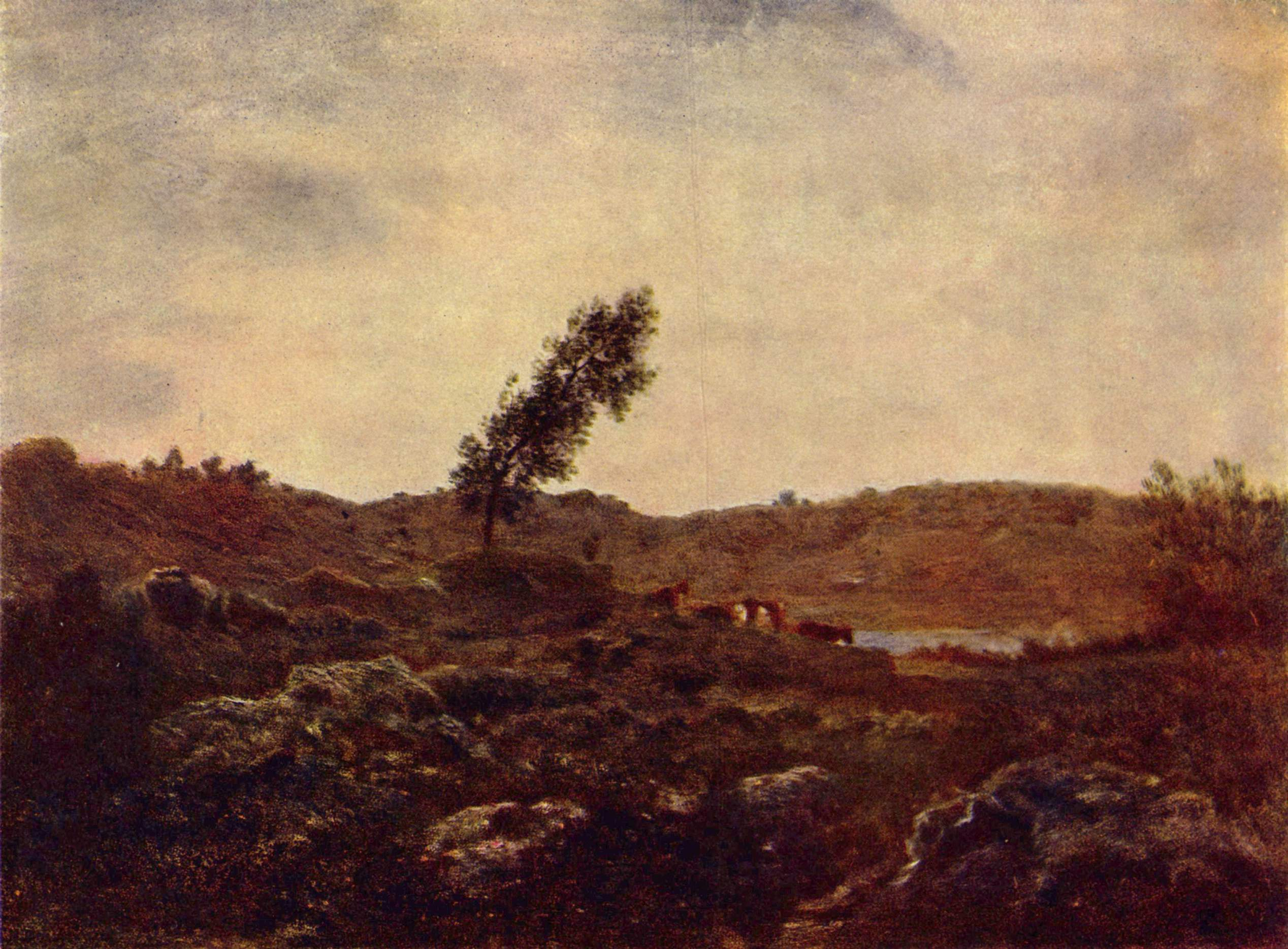
Теодор Руссо, «Краєвид в Барбізоні», 1850
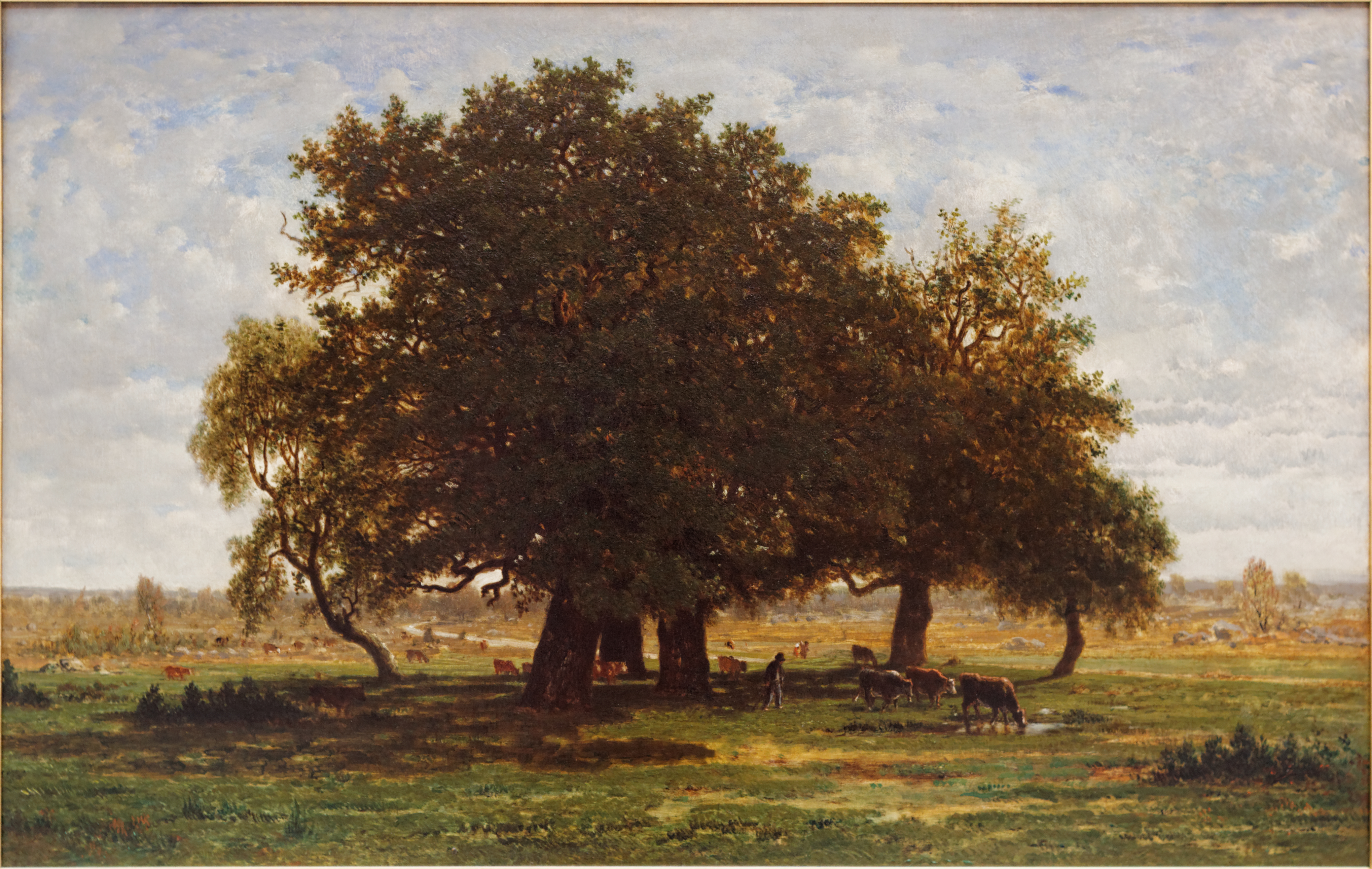
Теодор Руссо, «Дуби в селищі Апремон»
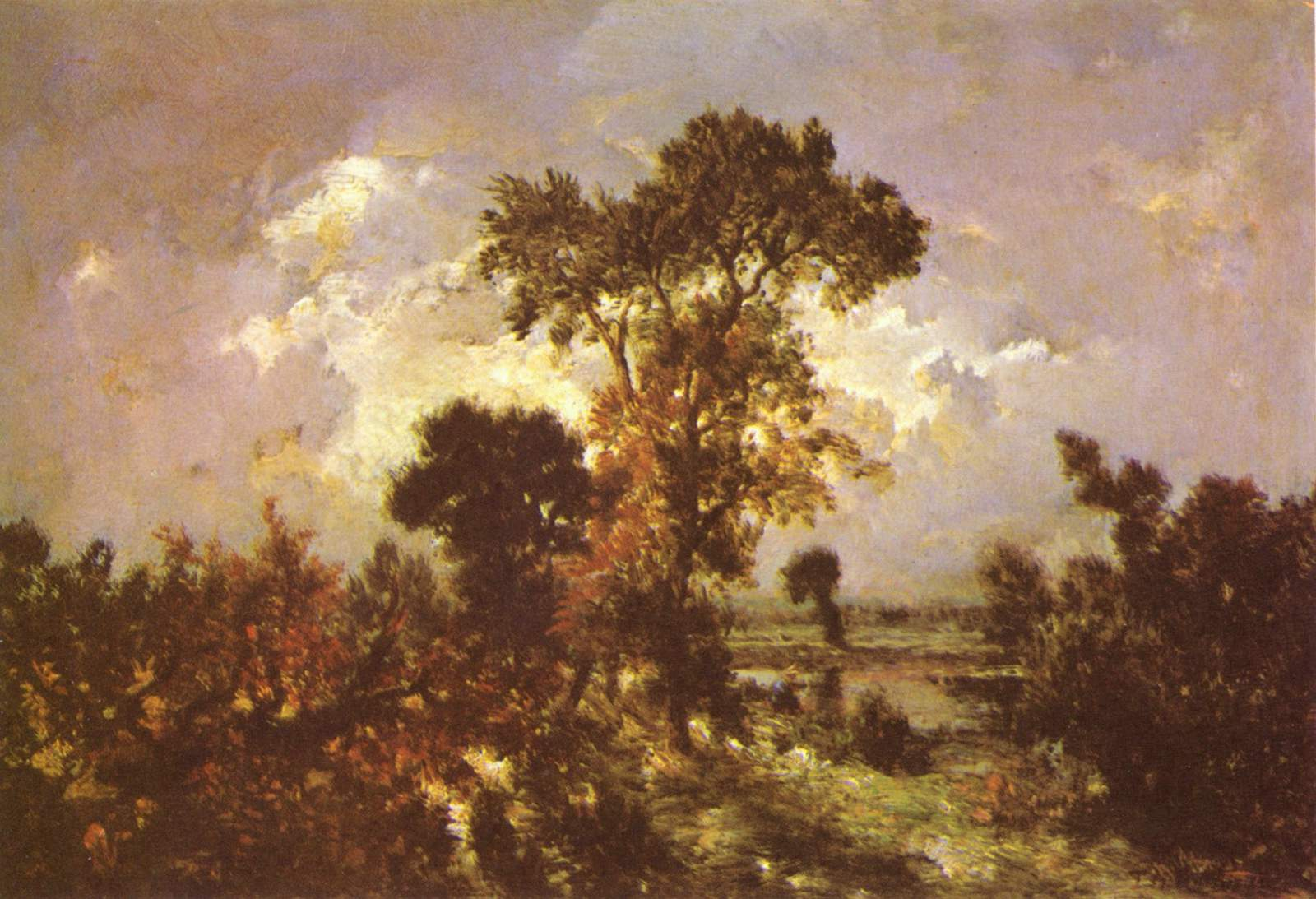
Теодор Руссо, «Самотній рибалка в пейзажі»
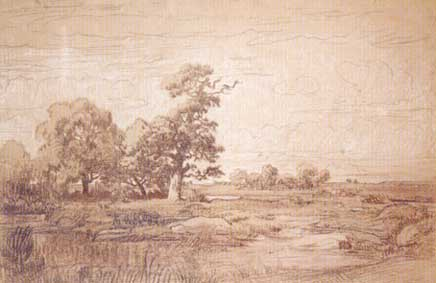
Теодор Руссо, «Пейзаж», малюнок Т. Руссо
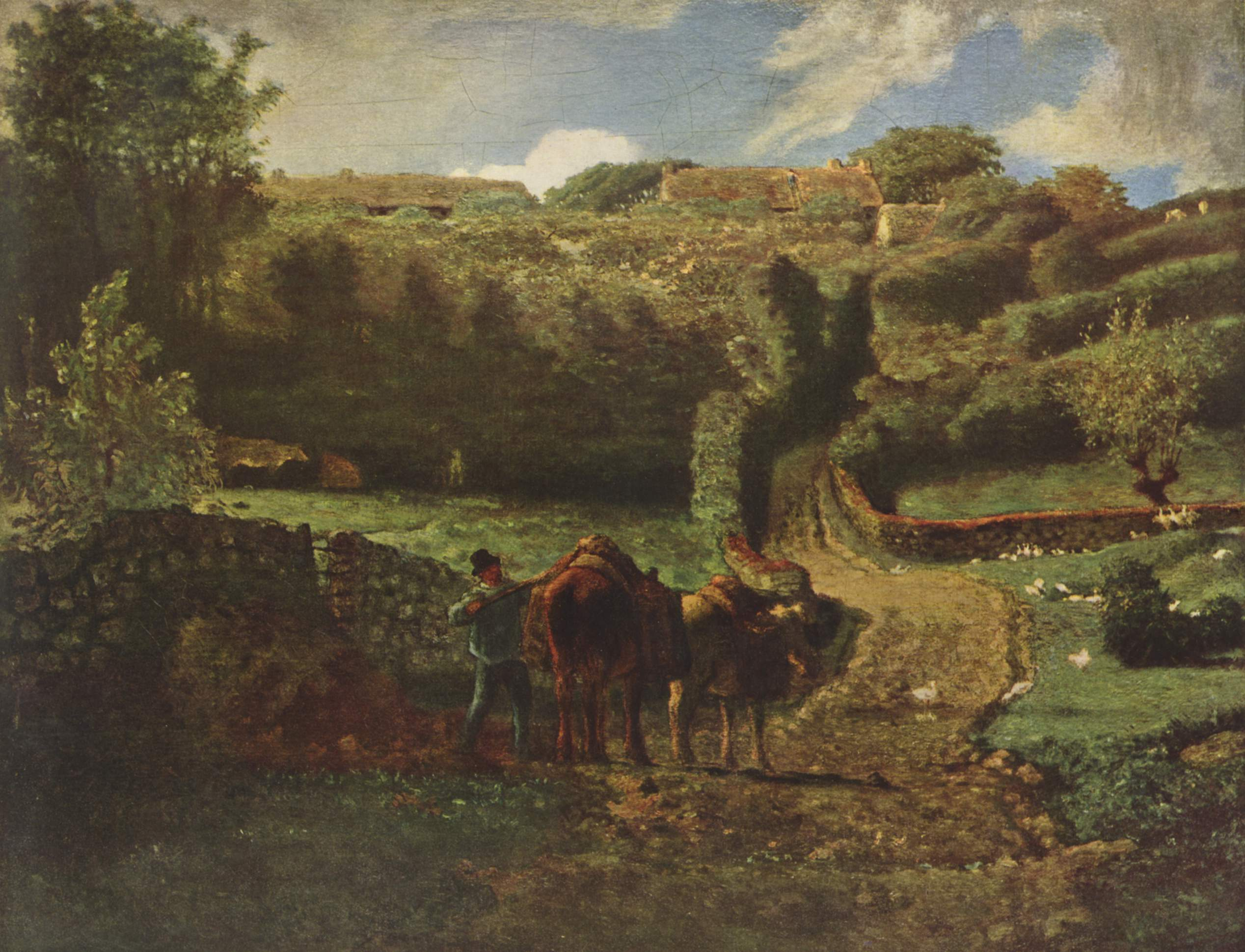
Франсуа Мілле, «Гревіль», 1855. Музей красних мистецтв, Реймс, Франція.
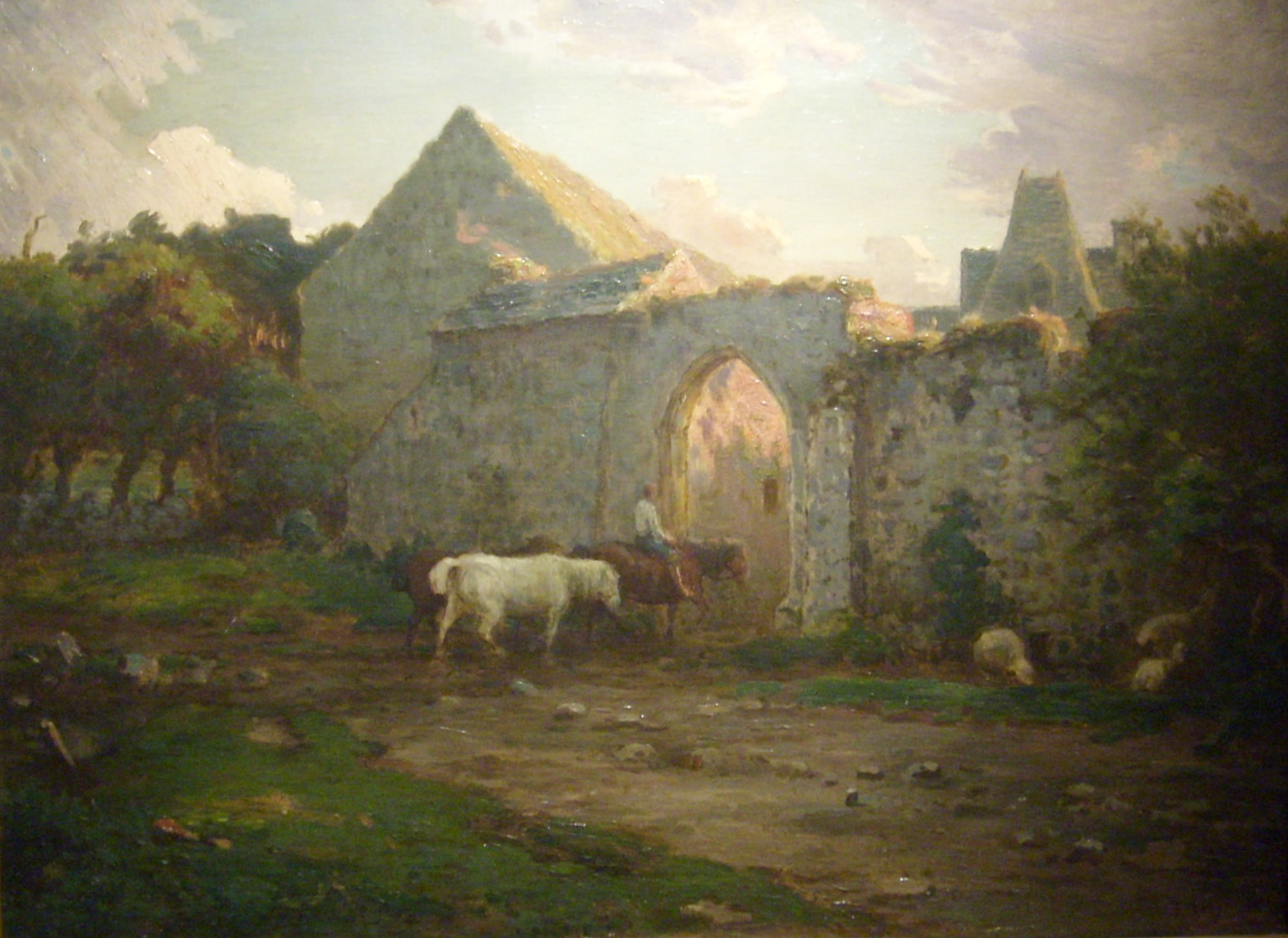
Франсуа Мілле,«Сільська ферма Тур»
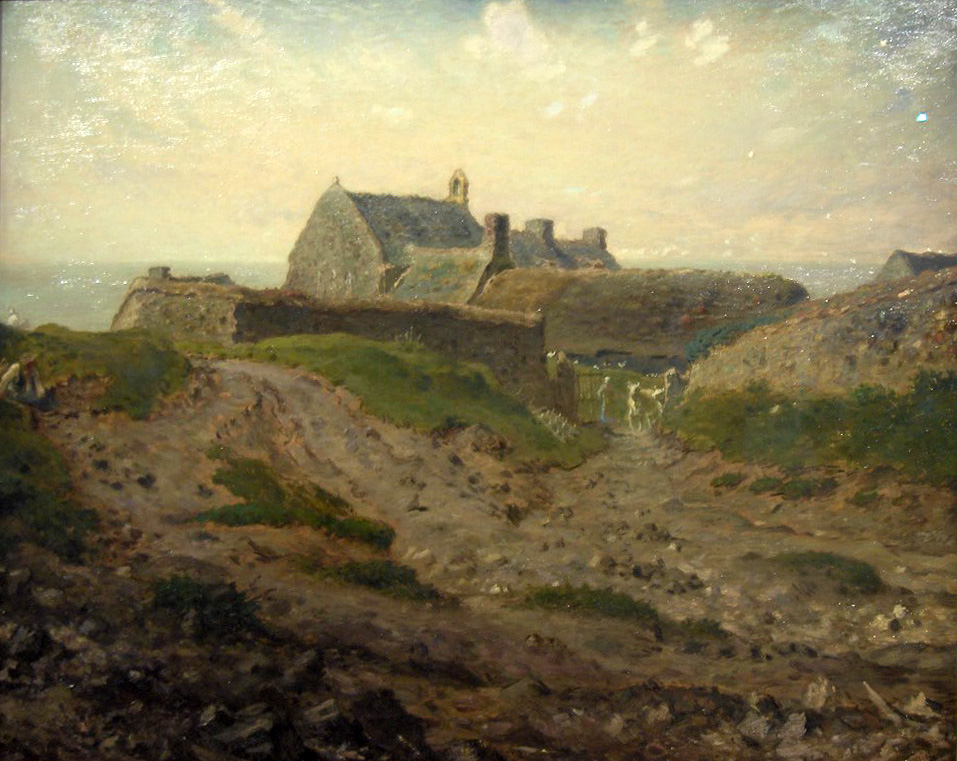
Франсуа Мілле, «Монастир», Нормандія, 1868-1873
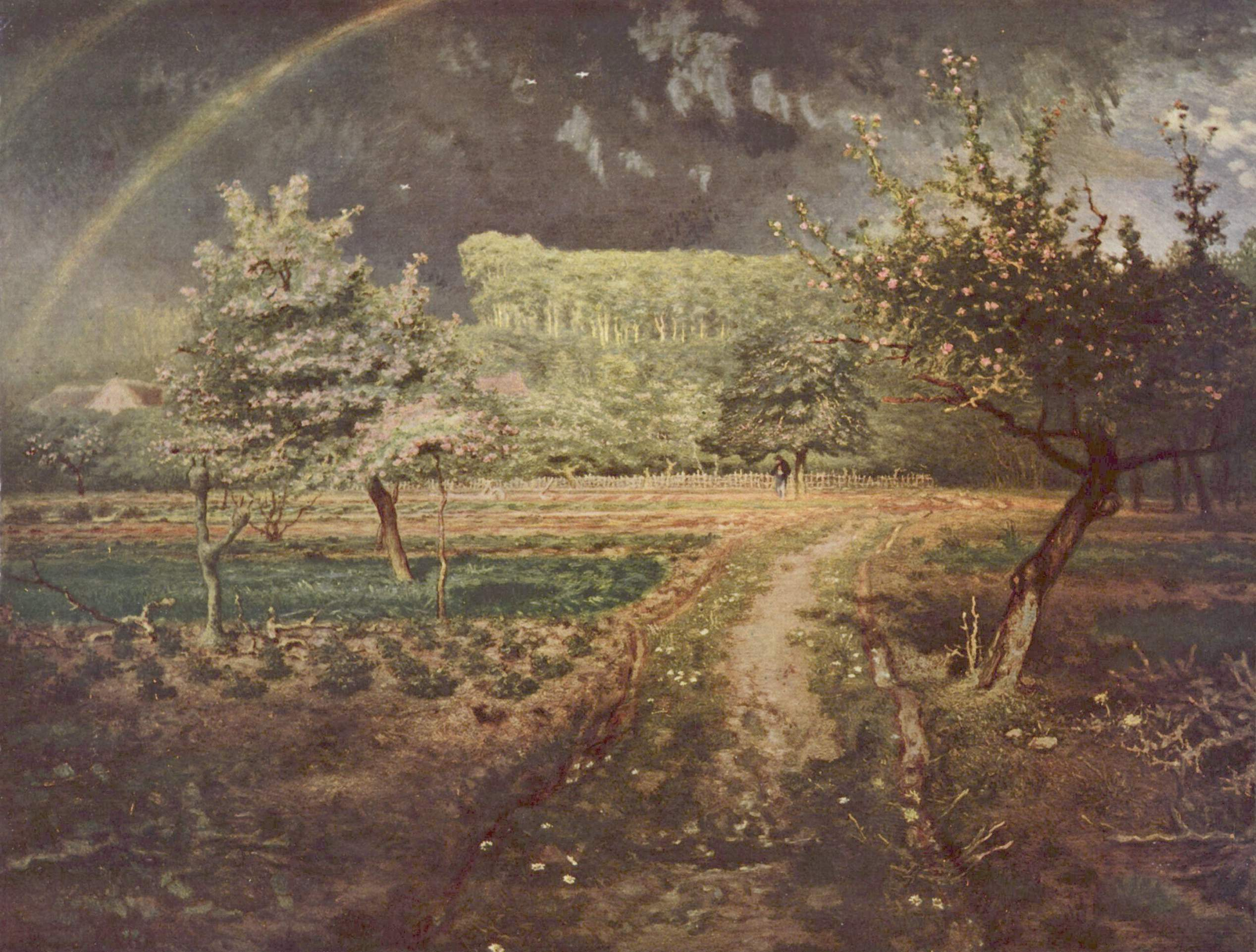
Франсуа Мілле, «Веселка навесні», 1868-1873. Музей д'Орсе, Париж
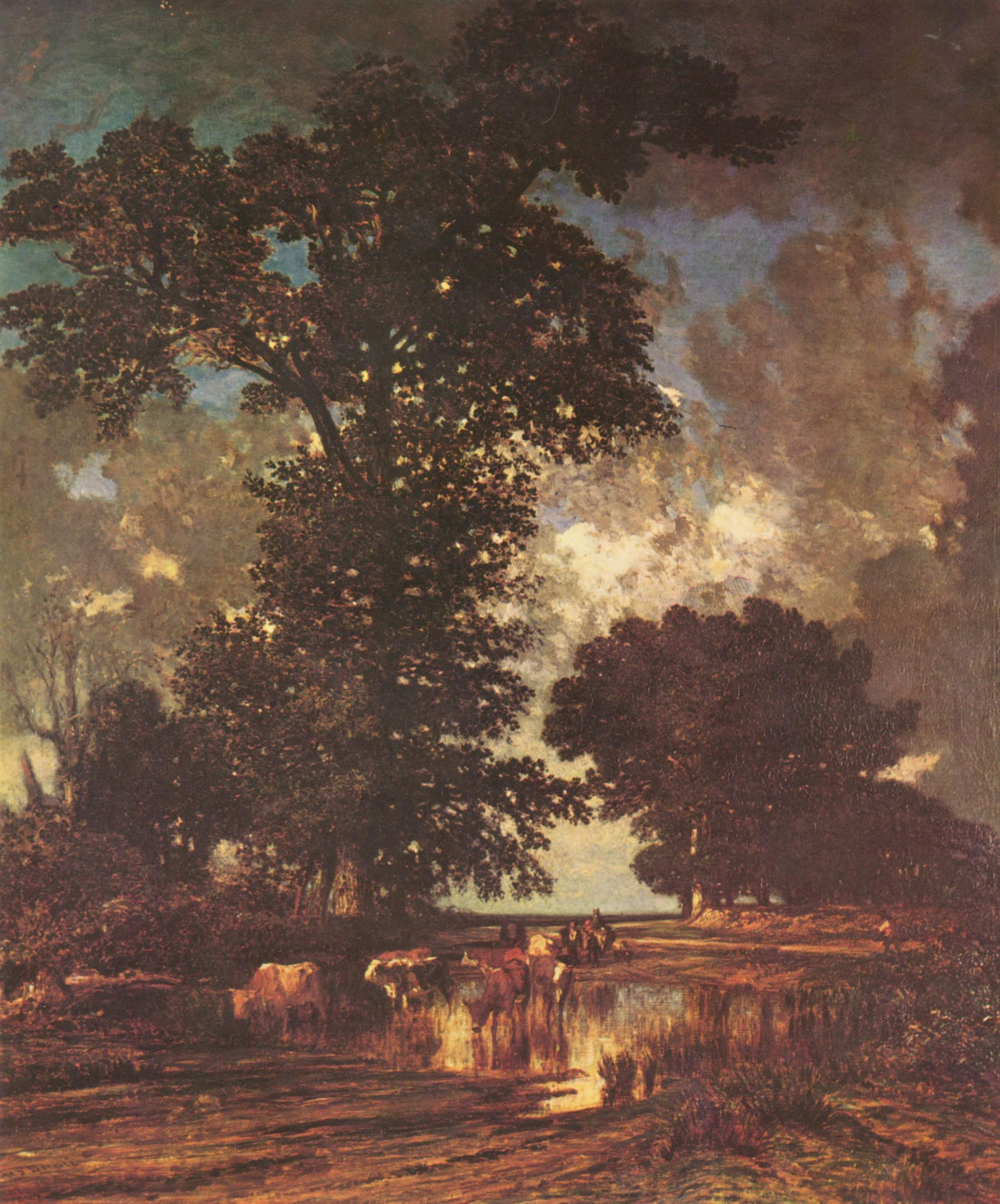
Жюль Дюпре,«Дуби в долині»
Жюль Дюпре, «Старий дуб»
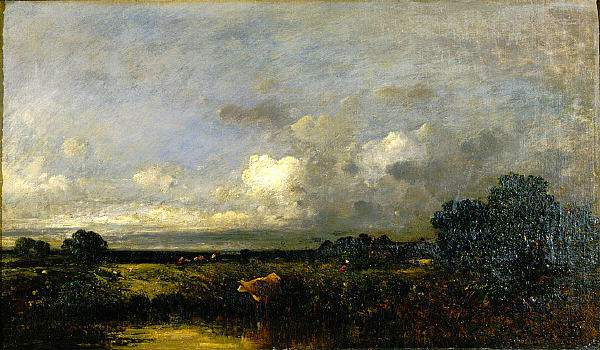
Жюль Дюпре, «Пейзаж з коровою»
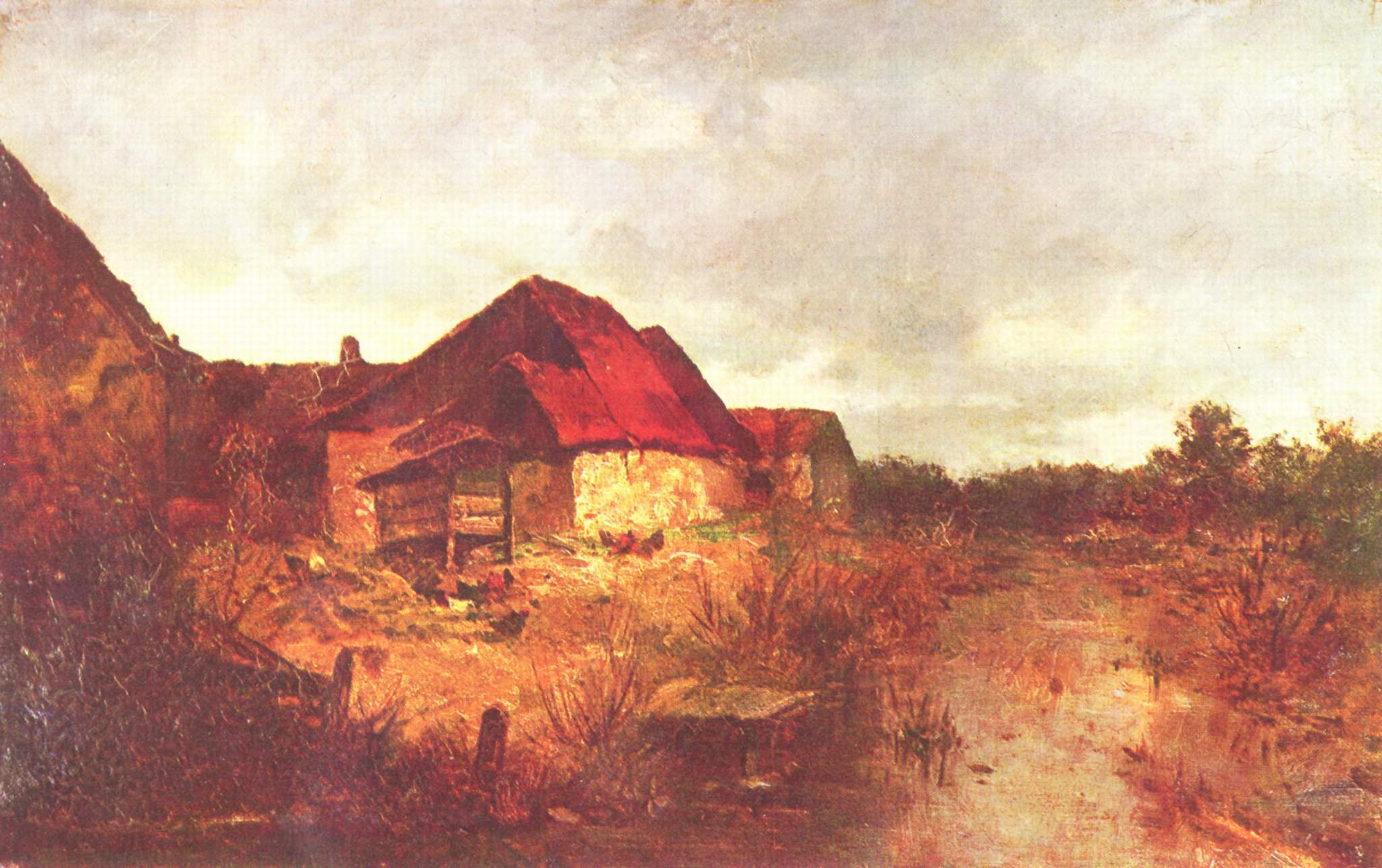
Жюль Дюпре, Ферма
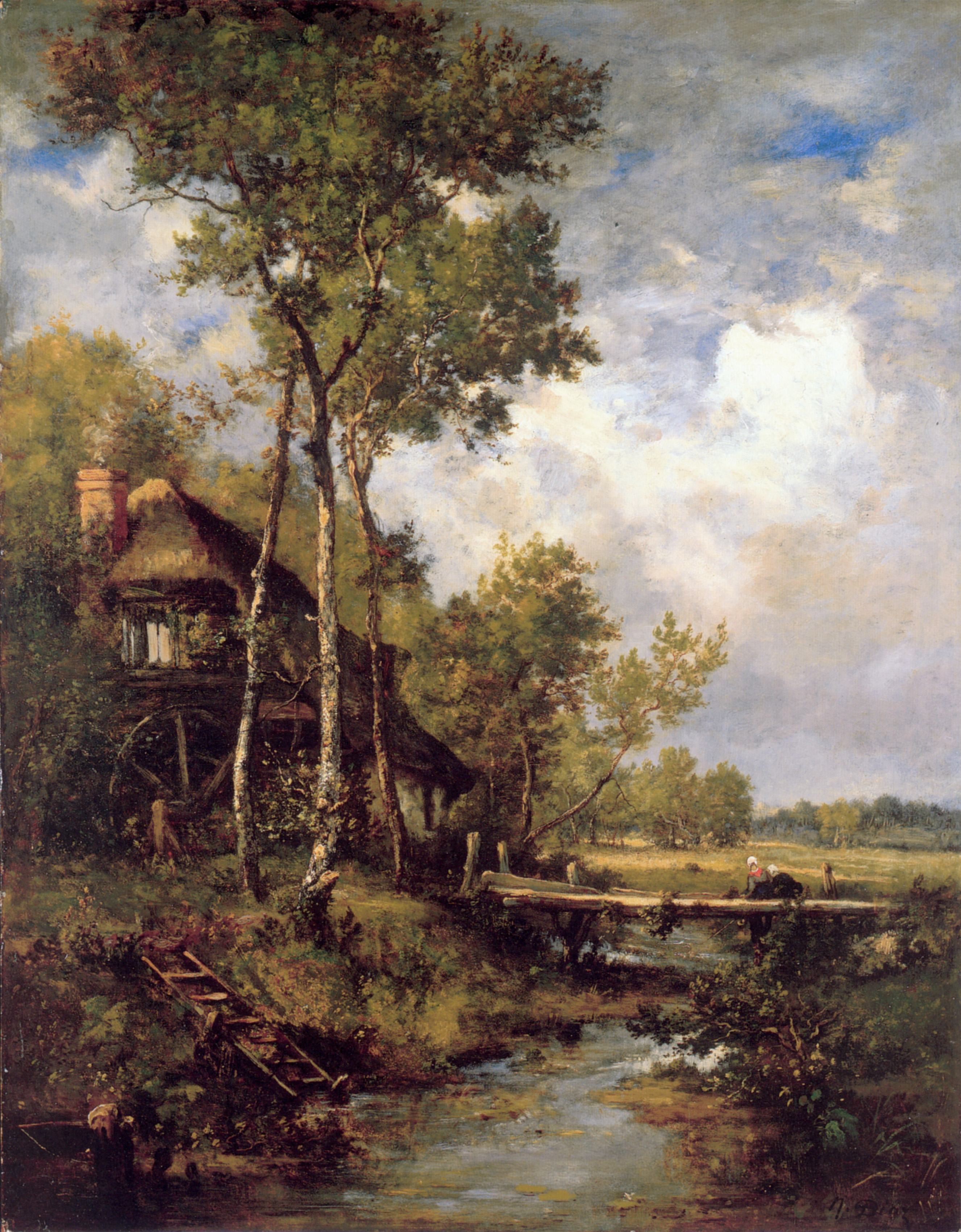
Діаз де ла Пенья, «Старий млин біля Барбізону»
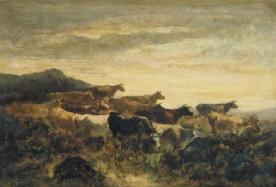
Діаз де ла Пенья,«Череда», Музей Бойманс ван Бенінген
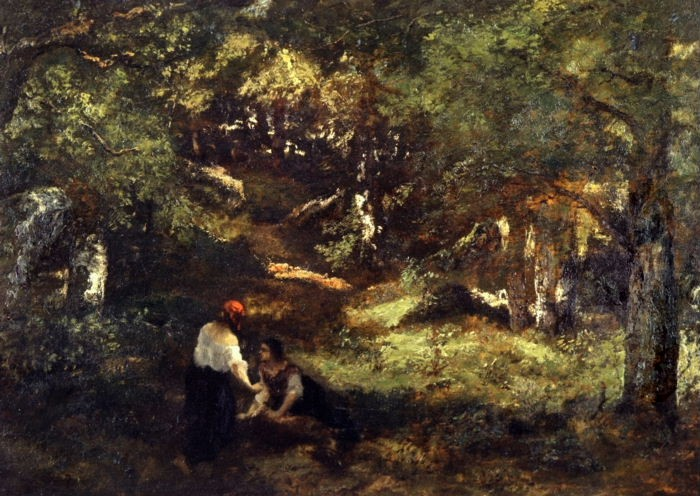
Діаз де ла Пенья, «В лісі Фонтенбло».
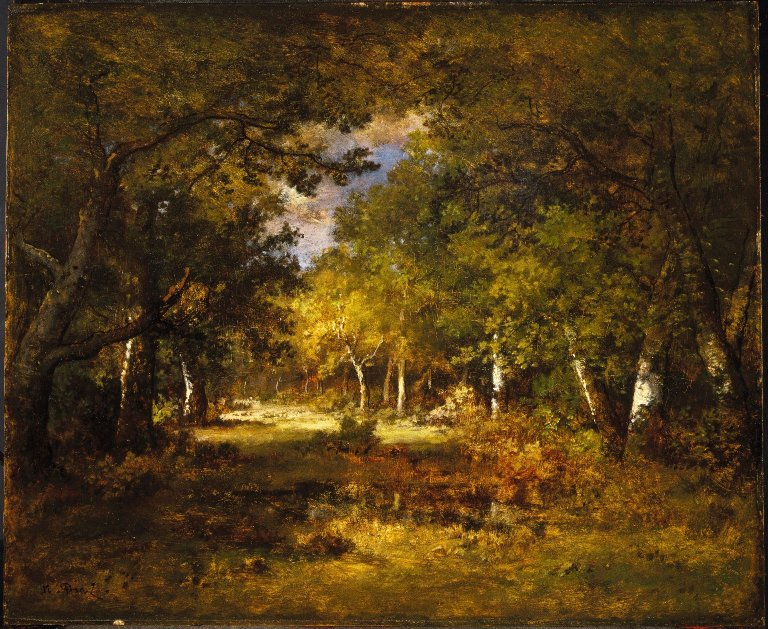
Діаз де ла Пенья, «В лісі»
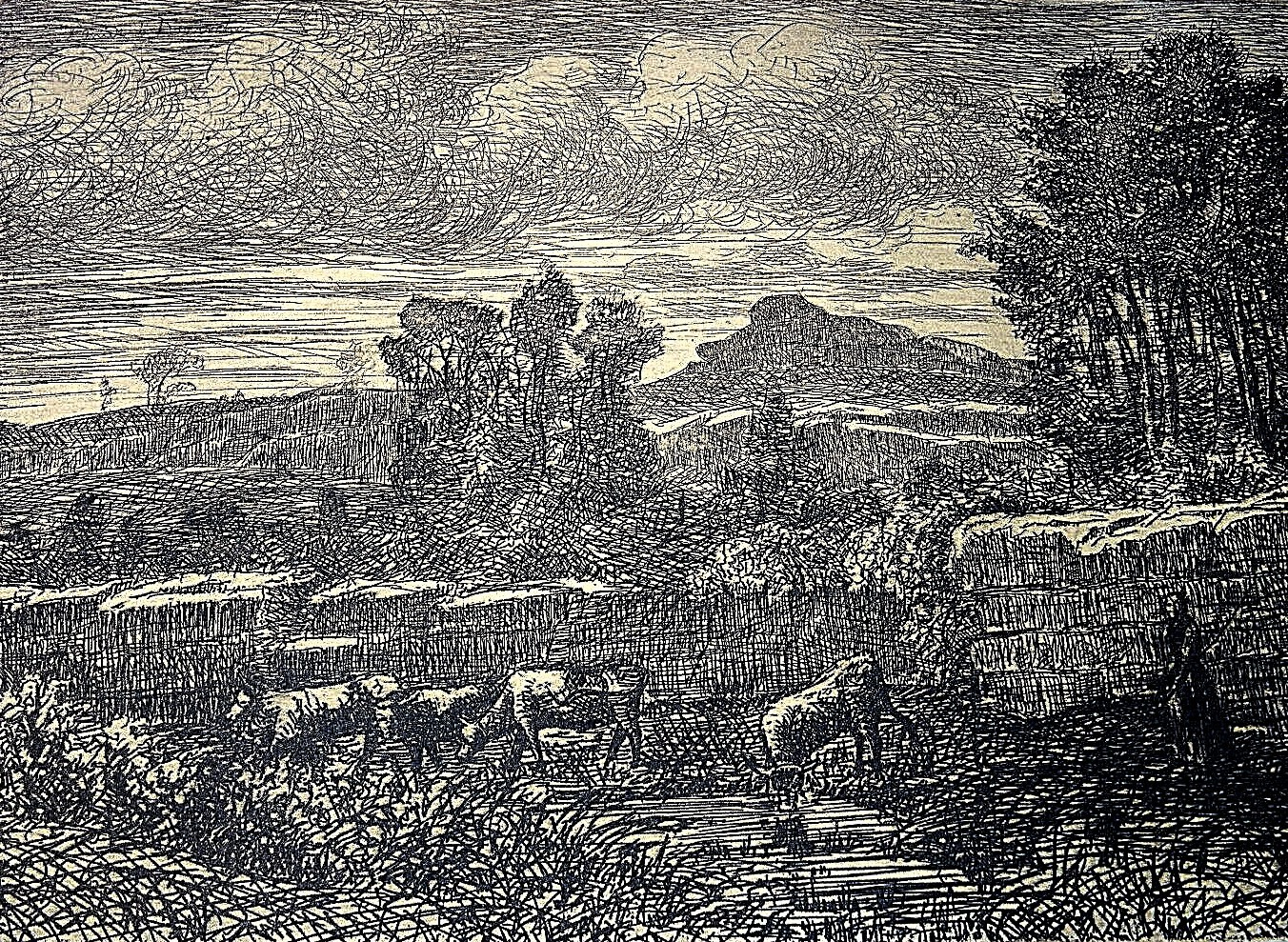
Ксав'єр де Дананше (Xavier de Dananche), «Брід»